# Połousny Kriaż
Połousny Kriaż (ros. Полоусный Кряж) – góry w azjatyckiej części Rosji.
Leżą na północ od Gór Czerskiego, na południe od Niziny Jańsko-Indygirskiej, pomiędzy rzekami Chroma i Indygirka. Długość łańcucha wynosi ok. 175 km, wysokość do 968 m n.p.m. Źródła wielu rzek, m.in. Chroma, Baky, Irgiczan, Ałłaicha, Biorioloch.
Przeważają wygładzone formy rzeźby. W niższych partiach porośnięte tajgą modrzewiową, w wyższych tundra górska.